# 福嶋尊
福嶋 尊（ふくしま たける）とは、東京都出身の日本の実業家・放送作家・ラジオパーソナリティ。

## 経歴
東京都江東区門前仲町出身。大学を卒業した後に、IT企業や流通企業へと就職する。2001年に“遣り甲斐”を求めて退職して整形外科のリハビリ助手を経験し、2005年に東京都杉並区に整骨院を開院した。
東日本大震災があった2011年に福嶋個人としても不運が重なり、気晴らしでレンタルしたDVDで中谷彰宏を知り、セミナー講師を目指すようになる。2011年に開催された講師オーディションに参加し、事前講座で講師を務めた大谷由里子など人脈を築く。この年から朝活シェアカフェの代表を務め、朝活の主催を始めるようになる。
2010年代中ごろからは、ラジオパーソナリティなど他分野へと活動を広げている。

## 担当番組
- 2017年 - FMGIG「アラフォーくんNEXT」
- 2018年 - 調布FM「がっつしイカNIGHT!」
- 2019年 - 府中FM「電波系中年」